# Juan de Melo Coutiño
Juan de Melo Coutiño o bien João de Melo Coutinho e Carvalho y algunas veces como Juan Melo Cuitiño (Vila Velha del Espíritu Santo, Gobierno General del Brasil, 1571–Buenos Aires, gobernación del Río de la Plata y del Paraguay, 1601) era un fidalgo real portugués que a temprana edad con sus parientes pasó a residir en la villa de La Plata en el año 1582 y después de casarse volvió al territorio rioplatense a principios de 1591 para radicarse en la capital de la tenencia de gobierno bonaerense, transformándose en uno de los primeros pobladores de la ciudad de Buenos Aires, en donde fuera asignado como encomendero, maestre de campo, regidor del cabildo en 1595, alcalde de primer voto de 1596 a 1598 y alférez real hacia 1600.
Era hijo del segundo capitán donatario capixaba Vasco V Fernandes Coutinho y al ser sobrino de la esposa del incipiente fiscal español de la Real Audiencia de Charcas, llamada Yomar de Melo, pasó con ellos en 1581 a través del Río de la Plata, en donde adquirieron a su nombre dos manzanas de tierra en la nueva fundación de Buenos Aires por Juan de Garay, para luego dirigirse a la nominal provincia de Charcas del Virreinato del Perú.
Era primo hermano del portugués Juan Martínez de Amorín y Melo Coutiño, un hijo de Catalina de Melo Coutinho, que también fue de los primeros vecinos porteños que se convirtió en comerciante, estanciero y hacendado rioplatense, y con quien se lo suele confundir.

## Biografía hasta el viaje a la provincia peruana de Charcas

### Origen familiar y primeros años
Juan de Melo Coutiño había nacido en el año 1571 en la localidad de Vila Velha de la capitanía del Espíritu Santo, un feudo hereditario paterno que había pasado a conformar con otras capitanías al Gobierno General del Brasil desde el 17 de diciembre de 1548, dentro del Imperio portugués. Sus padres eran el segundo capitán donatario capixaba Vasco Fernandes Coutinho "el Hijo" y su manceba portuguesa Juana Carvalho, y nieto paterno del primer capitán donatario Vasco Fernandes Coutinho "el Viejo" y de su noble concubina Ana Vaz de Almada (n. Reino de Portugal, ca. 1514 - f. después de 1588), que lo había acompañado a la Sudamérica portuguesa.

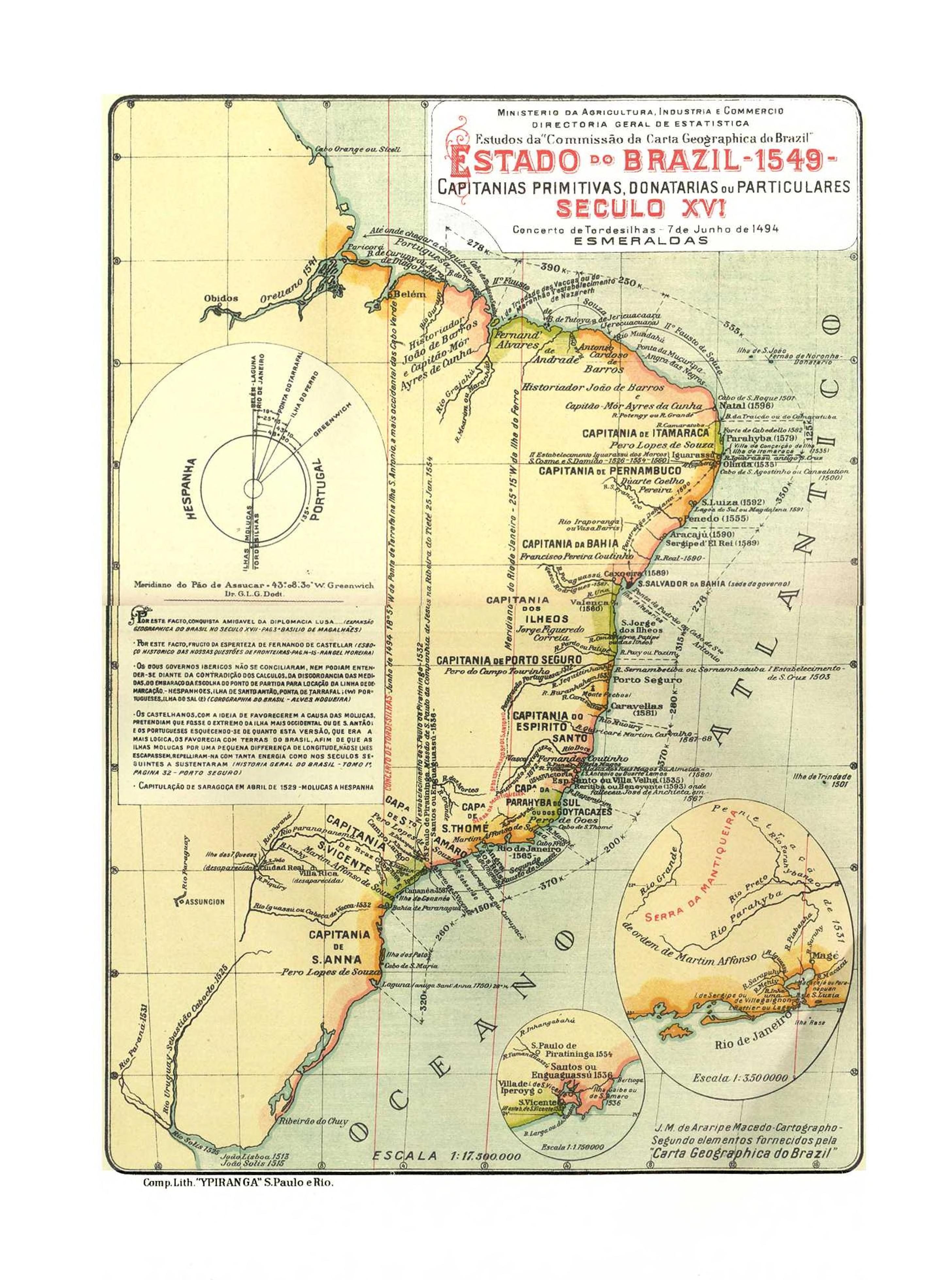
El Gobierno General del Brasil y sus diversas capitanías en el año 1549.

Tenía un hermano mayor llamado Francisco de Melo Coutinho y Carvalho (n. isla de Santa María de las Azores, ca. 1563) que se unió en matrimonio hacia 1584 con Leonor Hurtado de Mendoza (n. Portugal, ca. 1565) y con quien tuvo a dos hijos, el primogénito era el capitán Juan de Melo Coutiño y Hurtado de Mendoza (n. isla de Santa María de las Azores, ca. 1585), un vecino encomendero de Asunción del Paraguay, y el segundogénito Domingo de Melo Coutinho (n. isla de Santa María de las Azores, ca. 1587) que se casó con María de Ávila Salazar (n. ca. 1589). Ambos hermanos, Juan —generalmente confundido con su tío homónimo aquí biografiado— y Domingo, habían pasado durante la unión dinástica luso-hispana a la gobernación del Río de la Plata y del Paraguay del Virreinato del Perú hacia 1604.
Su sobrino nieto era el capitán Antonio Hurtado de Melo Coutinho y Ávila Salazar (n. Asunción, 1605), un hijo de los ya citados Domingo de Melo Coutinho y de María de Ávila Salazar, y que fuera un vecino encomendero de Buenos Aires y regidor de su cabildo, ciudad en la que se casó en segundas nupcias el 30 de diciembre de 1642 con Leonor de Rivera y Linares (n. Buenos Aires, e/ enero y 15 de abril de 1625), una hija del depositario general Antonio Bernalte de Linares Romero y Rebolledo (n. Jerez de la Frontera, España, ca. 1585) y de su esposa Beatriz de Rivera y León (n. ca. 1590). Fruto de dicho enlace hubo tres hijos y una hija: Jerónimo, Juan, Antonio y Juana de Rivera y Linares de Melo Coutinho (Buenos Aires, e/ enero y 28 de marzo de 1644 - ib., 1730) que se enlazaría en Buenos Aires el 28 de enero de 1662 con su tío segundo Simón de Melo Coutinho y Gómez de Saravia, un nieto de Juan de Melo Coutinho y Carvalho.
Su tía paterna, entre otros, era Catalina de Melo Coutinho (n. 1545) que se casó a temprana edad hacia 1560 con Manuel Fernandes (n. 1535 - f. 1561) pero una vez viuda pasó a Portugal y se habría casado o amancebado con un tal N. Martins de Amorim y muy probablemente fuera la madre de João Martins de Amorim e Melo Coutinho (Viana do Castelo, Portugal, ca. 1575 - Buenos Aires, Río de la Plata, 1647) —castellanizado como Juan Martínez de Amorín y Melo Coutiño, o también como Juan Martín de Amorín, por lo que también ha sido varias veces confundido con su primo materno homónimo Juan de Melo Coutiño aquí biografiado— que pasó sin licencia a Buenos Aires en 1595, obteniendo también unas parcelas en el futuro «Barrio Recio» —actual barrio porteño de San Nicolás— y además hacia 1602, en el medio rural sudoccidental de la urbe llamado «Matanza», erigió una estancia para dedicarse a las actividades agrícolo-ganaderas.

### Viaje desde el Brasil al Alto Perú con su tía Yomar

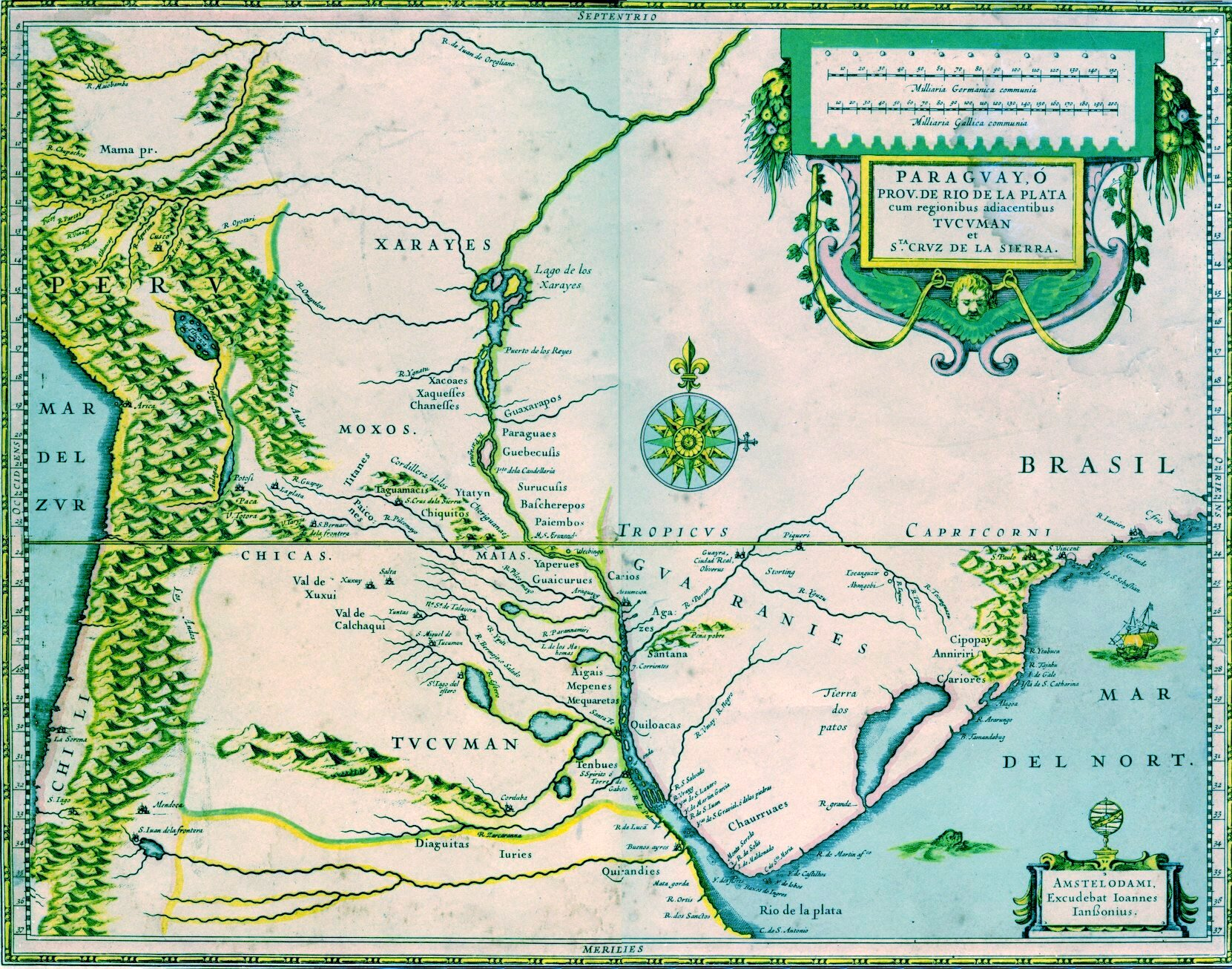
El Virreinato del Perú con la provincia de Charcas y las gobernaciones autónomas del Tucumán y del Río de la Plata y del Paraguay, con sus tenencias de gobierno de Santiago de Jerez y del Guayrá (en un mapa de 1600).

Su otra tía paterna era Yomar de Melo —o bien Guiomar de Melo— (n. ca. 1540) que se casó en Vitória de la capitanía brasileña del Espíritu Santo en mayo de 1581 con el licenciado Ruano Téllez, a quien conoció cuando este desde Santa Cruz de La Palma de las islas Canarias había cruzado el océano Atlántico en el mes de enero del citado año e hizo escala en las costas del Brasil, con el objetivo de ocupar un cargo de jurista en la nominal provincia de Charcas.
El matrimonio antes citado, junto al sobrino Juan de Melo Coutinho de 10 años de edad, zarparon del Brasil a mediados de 1581 y se dirigieron al Río de la Plata, y luego de parar a finales del mismo año en la nuevamente fundada ciudad de Buenos Aires por el gobernador Juan de Garay en 1580, adquirieron dos manzanas de tierra a nombre de Juan de Melo Coutiño para cuando se casara.
De esta forma Ruano Téllez, Yomar y el entonces muy joven sobrino siguieron viaje hacia el norte para que el licenciado Téllez ocupase el puesto de fiscal de la Real Audiencia de Charcas en el Virreinato del Perú, para residir en la vivienda adjudicada al fiscal en la villa de La Plata, cargo que finalmente ocuparía desde junio de 1582 ya que mandó una carta al rey Felipe II de España el 2 de julio del mismo año, que expresa lo siguiente: «que en la vacante de los virreyes, cada Audiencia debe gobernar en su distrito [...]», y posteriormente otras dos cartas, una del 1º de marzo de 1588: «Por el Río de la Plata se ha descubierto una nueva navegación del Brasil que vienen a tomar puerto el de Buenos Aires. Si este puerto no se cierra, se ha de henchir el Perú por allí de portugueses y extranjeros [...] y vendrán de Flandes, Francia e Inglaterra», y finalmente, la otra carta era del 1º de mayo del mismo año.

## Alcalde ordinario de primer voto de Buenos Aires y deceso

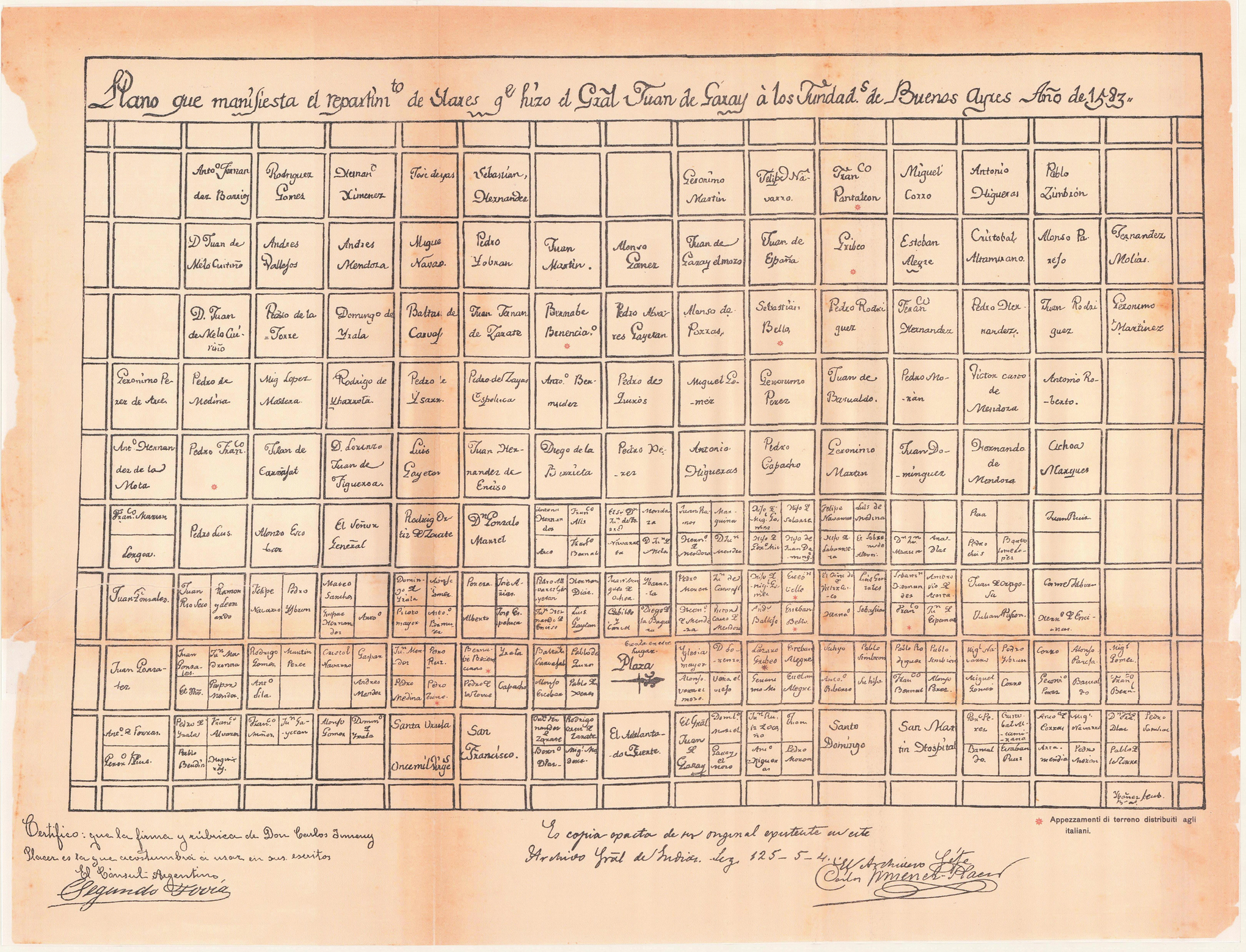
La ciudad de Buenos Aires con las dos manzanas de tierra de Juan de melo Cuitiño (en el ángulo superior izquierdo del plano, el cual fuera realizado en 1583 por el fundador Juan de Garay, según Leyes de Indias de 1580).

### Vecino en la nueva ciudad de Buenos Aires
A principios de 1591, Juan de Melo Coutiño y su esposa Juana Hoguín pasaron a la nueva ciudad de Buenos Aires, en donde poseían la propiedad de dos manzanas de tierra, y de esta forma serían unos de los primeros habitantes de la ciudad de Buenos Aires.
En la incipiente urbe fueron vecinos de otros cabildantes como Rodrigo Ortiz de Zárate quien fuera el sucesivo alcalde, teniente de gobernador bonaerense y luego gobernador del Río de la Plata y del Paraguay, también del regidor Alonso de Escobar, del octavo alcalde castellano Antón Bermúdez, de Juan de Garay "el Mozo", del futuro consuegro siciliano Juan Domínguez Palermo y el suegro de este, el regidor Miguel Gómez de la Puerta y Saravia.

### Encomendero rioplatense y diversos cargos como funcionario

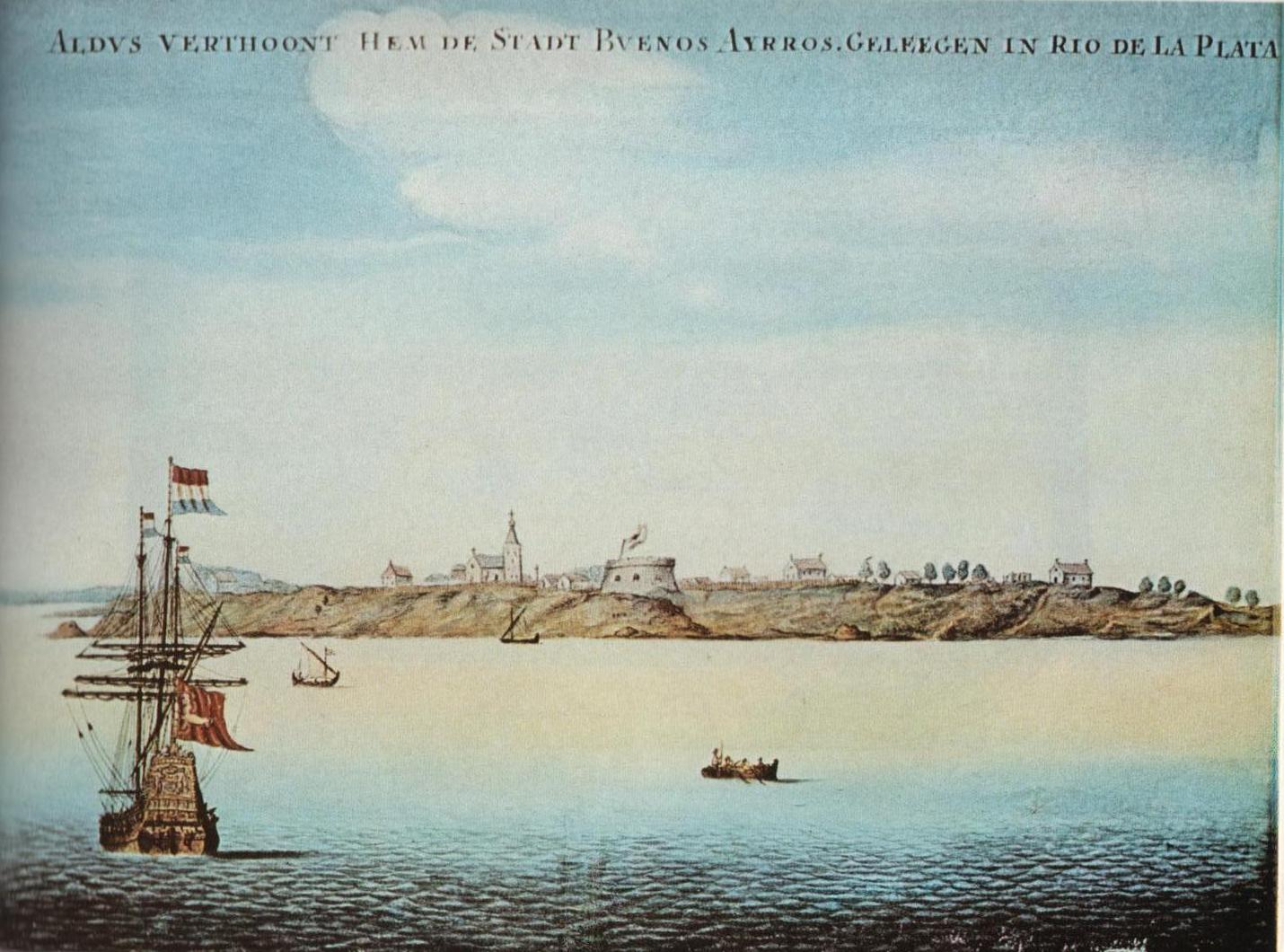
Primera vista conocida de la ciudad de Buenos Aires (pintada hacia 1628 por un holandés).

Fue encomendero y maestre de campo hacia 1594, regidor del Cabildo de Buenos Aires hacia 1595, alcalde de primer voto desde 1596 hasta principios de 1598 y alférez real hacia 1600.

### Fallecimiento por duelo
El funcionario colonial Juan de Melo Coutiño falleció en el año 1601 en la ciudad de Buenos Aires, capital de la gobernación del Río de la Plata y del Paraguay, en un duelo que se batió contra Jácome Ferrufino.

## Matrimonio y descendencia
El fidalgo real portugués João de Melo Coutinho e Carvalho se unió en matrimonio el 7 de mayo de 1590 en la villa de La Plata con Juana Holguín de Ulloa («Villa de La Plata», 1561 - Buenos Aires, 1628), una hija del alcalde Martín de Almendras y Ulloa y de su esposa Constanza de Orellana Holguín, y nieta del conquistador español Pedro Álvarez Holguín, primer teniente de gobernador general del Cuzco en 1541, y de la princesa incaica Beatriz Túpac Yupanqui.
Fruto del enlace entre Juan de Melo Coutiño y Juana de Holguín Ulloa hubo por lo menos tres hijos:
- Ana Holguín de Ulloa[13][14][28][29] (n. Buenos Aires,[14][28][29] ca. 1591),[28][29] enlazada en segundas nupcias[28][29] desde el 22 de agosto[28][29] de 1611[28][29] con Antonio Hurtado de Melo "Raposo"[13][14][28][29] (n. Buenos Aires,[14] ca. 1591). Por testamento de 1638,[28][29] Ana Holguín de Ulloa exigió para sus descendientes el cobro de una deuda en el Brasil a su tío abuelo político Marcos de Azeredo.[4][28][29] Fruto del enlace de Ana con Antonio de Melo hubo dos hijos:

- Diego de Melo Coutiño (n. Buenos Aires, ca. 1612) que se casó hacia 1642 con Jerónima de Tovar (n. San Salvador de Jujuy, ca. 1622).
- Juana Holguín de Ulloa y Melo Coutiño (n. Buenos Aires, 1613 - ib., después de 1674) que se casó con el capitán Pedro Hurtado de Mendoza y Gómez de Saravia (Buenos Aires, 19 de abril de 1603 - ib., 17 de agosto de 1659) —cuyos padres fueron el criollo Benito Gómez de Saravia (Asunción del Paraguay, ca. 1564 - Buenos Aires, 24 de enero de 1613) y su esposa hispano-leonesa Jerónima Hurtado de Mendoza y Sánchez Pedroso (Salamanca, ca. 1585 - Buenos Aires, 1661) y los abuelos eran Miguel Gómez de la Puerta y Saravia y su cónyuge Beatriz Luyz de Figueroa (Asunción, ca. 1544 - ib., 16 de mayo de 1623)— y con quien tuvo por lo menos a una hija llamada Ana Hurtado de Mendoza y Holguín que se casó con Juan Báez de Alpoin, un hijo del general Amador Báez de Alpoin y de su esposa Ana Romero de Santa Cruz.

- Juana de Melo Coutiño[37] (n. ca. 1592) que se casó y tuvo descendencia, por lo que sería la bisabuela de Victoria de Melo-Coutinho y Correa, quien fuera a su vez la tatarabuela del futuro gobernador bonaerense Dardo Rocha Arana.[37]

- Francisco de Melo Coutiño y Holguín[38][39][40] (Buenos Aires,[16] 1593[39] - ib., 18 de noviembre de 1674),[41] capitán,[16] vecino encomendero[16] y regidor perpetuo,[16] que se unió en matrimonio el 11 de noviembre[39] de 1611[16][39] con Juana Gómez de Saravia[16][38][39][40] (n. 1594), una hija de Juan Domínguez Palermo[38][39] y de su primera esposa María Isabel Gómez de Saravia,[39] quienes habían comprado una chacra lindera que la heredó en vida a Juana al enviudar de Isabel y que con el tiempo fueran conocidas como «Tierras de Palermo» (actual barrio porteño).[42] Fruto del casamiento de Francisco con Juana Gómez de Saravia hubo diez hijos:

- Lorenza de Melo Coutinho y Gómez de Saravia (Buenos Aires, 22 de noviembre de 1613) quien contrajo matrimonio con Alonso de Cabrera y tuvieron los siguientes hijos: Miguel (1630), Juana (1650), Miguel (1650), Manuel Pedro (1653), Alonso (1655), Benito (1657) y Francisco (1660).
- Francisca de Melo Coutinho y Gómez de Saravia (Buenos Aires, 30 de mayo de 1622) que se casó con Juan Cordovez y Bermúdez y concibieron estos hijos nacidos en Buenos Aires: Juan (1648) y Clara (1658), la cual contrajo matrimonio con Francisco Pereyra.
- Juan de Melo Coutinho y Gómez de Saravia (Buenos Aires, 7 de septiembre de 1622) que se matrimonió el 25 de abril de 1647 en la iglesia de la Merced de Buenos Aires con Inés de Oliva y Montenegro y procrearon los siguientes hijos nacidos en Buenos Aires: Francisco (1641) casado con Petrona Méndez y Sáez Melón, Ignacio (1645), Juana (1647) casada con Francisco de Vallejos y Ortega, Miguel, Florencio, Francisca y María Antonia.
- Bartolomé de Melo Coutinho y Gómez de Saravia que se casó en Corrientes.
- Diego de Melo Coutinho y Gómez de Saravia (Buenos Aires, 25 de mayo de 1625) que falleció soltero.
- Simón de Melo Coutinho y Gómez de Saravia (Buenos Aires, e/ agosto y 19 de noviembre de 1627 - f. 1694) que se casó en Buenos Aires el 28 de enero de 1662 con su ya citada sobrina segunda Juana de Rivera y Linares de Melo Coutinho (Buenos Aires, e/ enero y 28 de marzo de 1644 - ib., 1730), para concebir a la infanzona porteña Leonor de Melo-Coutinho, una de las primeras mujeres que, junto a su hija Ignacia Javiera de Carrasco y Melo Coutinho y sus entonces cuatro nietas: Antonia Josefa, María Ignacia, María de la Encarnación y Catalina de Artigas Carrasco, poblaron en 1725 lo que sería la ciudad de Montevideo, luego de que el funcionario Jorge Burgues a finales de 1724 y el militar Juan Antonio de Artigas a principios del año siguiente se radicasen para evitar que los portugueses volvieran a asentarse, y por fin la fundó oficialmente el gobernador Bruno Mauricio de Zabala el 20 de diciembre de 1726.
- Francisco de Melo Coutinho y Gómez de Saravia (Buenos Aires, 8 de diciembre de 1629) que contrajo matrimonio en primeras nupcias en Jujuy con Inés del Sueldo, y con quien tuvo los siguientes hijos: Juan (1672) y Francisca. Contrajo matrimonio en segundas nupcias el 4 de noviembre de 1671 con Ana Sánchez de Agüero y Valdenebro, con quien procreó estos hijos: Juan (1676), Juan (1684), Manuel (1689), Francisco, María (1688), Juan (1688), María Magdalena (1708) y Juan Ventura (1708).
- Pedro de Melo Coutinho y Gómez de Saravia (Buenos Aires, 1642) quien falleció soltero.
- Isabel de Melo Coutinho y Gómez de Saravia (Buenos Aires, 2 de febrero de 1647) que se enlazó con el soldado Mateo Rodríguez Cortés y fruto de este matrimonio concibió los siguientes hijos: Ana (1674), Antonio (1675), Domingo (1680), Roque Eusebio (1683) y María Rosa.
- Jerónima de Melo Coutinho y Gómez de Saravia (Buenos Aires, 2 de febrero de 1647).